# Зяброві щілини

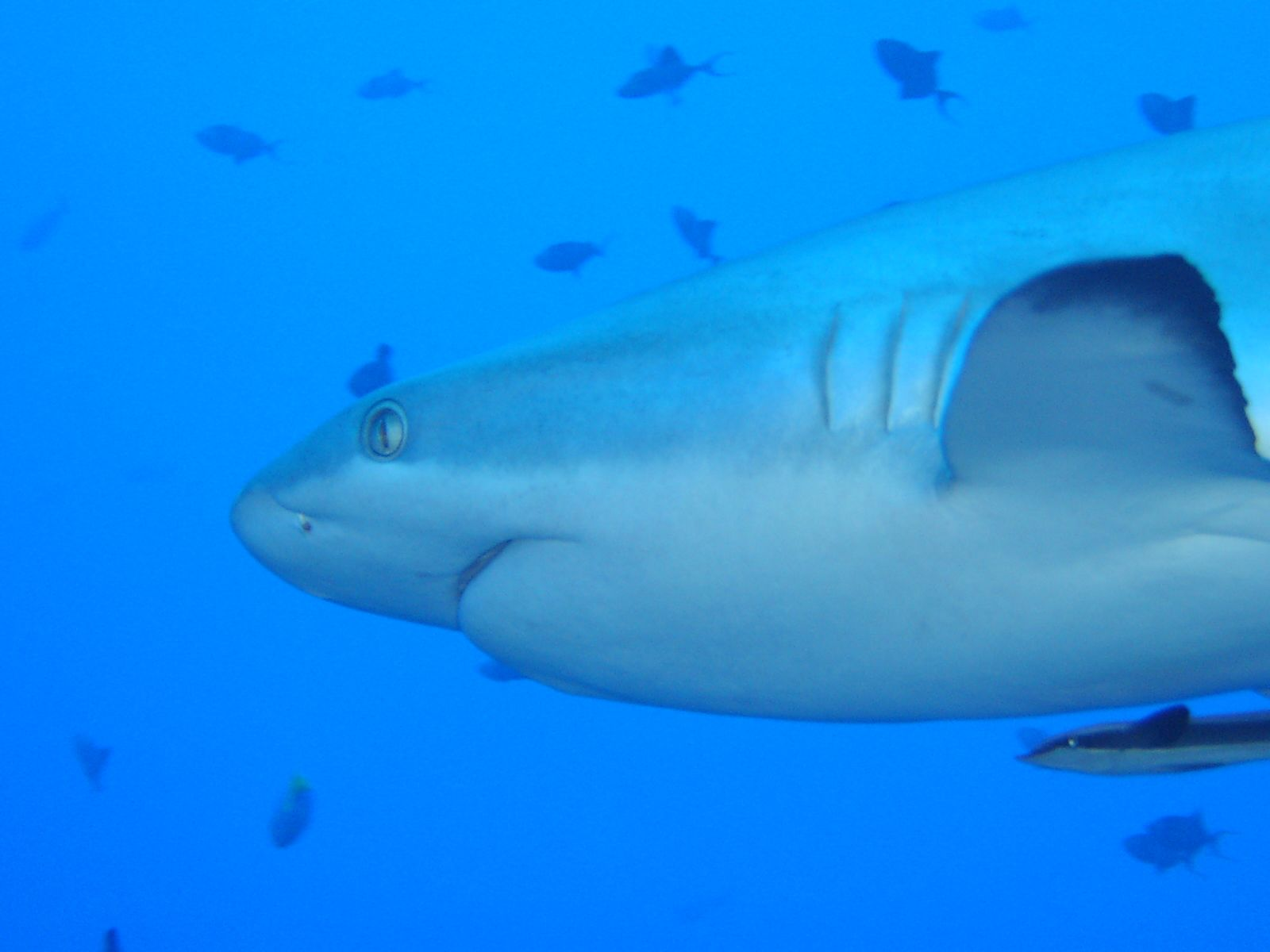
Зяброві щілини у сірої рифової акули (Carcharhinus amblyrhynchos)

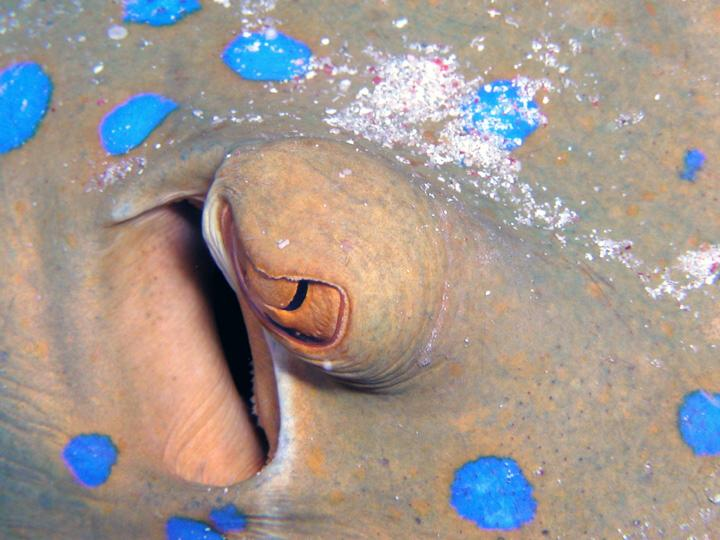
Бризкальця за очима ската Taeniura lymma

Зяброві щілини у міноги

Зяброві щілини — численні дихальні отвори, що забезпечують надходження води до зябер. Утворені великою кількістю зябрових дуг при відсутності єдиного зовнішнього отвору. Наявність зябрових щілин є типовою для хрящових риб (Chondrichthyes), таких як акули і скати. Більшість з них мають 5 пар зябрових щілин, але окремі види мають 6 або 7 пар. У акул зяброві щілини не захищені, лежать в один ряд за головою. Зовнішній край зябрових щілин рухомий, сприяє доступу води до зябер, але запобігає зворотному току води. Такі модифіковані щілини називаються бризкальцями, знаходяться за очима, сприяючи утриманню акули в товщі води під час дихання, маючи особливе значення для демерсальних видів. Бризкальця відсутні у активних пелагічних акул. Під час руху акули вода проходить крізь рот до зябрових щілин, через які потрапляє назовні, утворюючи «вентиляцію» зябер. У стані спокою більшість акул перекачують воду через зябра у прямому і зворотному напрямку, забезпечуючи постійне надходження збагаченої киснем води. Невелика кількість видів втратила здатність перекачувати воду через зябра і змушена постійно рухатись без відпочинку. Це — облігатні вентилятори, у випадку зупинки руху вони гинуть від асфікції. На відміну від хрящових риб, кісткові риби мають лише один зябровий отвір, прикритий зябровими кришками. Але зяброві щілини присутні під час ембріонального розвитку всіх хребетних. У риб вони перетворюються на дорослому стані на зябра.
Зяброві щілини також присутні у покривників, але фільтрацію води вони використовують для живлення.